# Umbrina canosai
Umbrina canosai és una espècie de peix de la família dels esciènids i de l'ordre dels perciformes.

## Morfologia
- Els mascles poden assolir 40 cm de longitud total.[4][5]

## Depredadors
És depredat per Squatina guggenheim i, al Brasil, per Pomatomus saltatrix i Cynoscion guatucupa.

## Hàbitat
És un peix de clima subtropical (31°S-42°S, 62°W-49°W) i demersal que viu fins als 200 m de fondària.

## Distribució geogràfica
Es troba a l'Atlàntic sud-occidental: des del Cap de São Tomé (Rio de Janeiro, Brasil) fins a Bonaerensis (Argentina).

## Observacions
És inofensiu per als humans.